# Gambusia holbrooki
Gambusia holbrooki is een zoetwatervis uit de familie Poeciliidae. De soort komt oorspronkelijk uit de Verenigde Staten, maar komt voor als exoot op alle continenten behalve Antarctica. De wetenschappelijke naam werd in 1859 gepubliceerd door Charles Frédéric Girard.

## Kenmerken
Gambusia holbrooki is een muskietvis waarbij mannetjes ongeveer 3,5 cm en vrouwtjes 6 cm worden. De soort is olijfgroen tot bruin op de rug. De flanken zijn grijs met een blauwe schijn, de buik is zilverwit. Net boven de anus hebben vrouwtjes een goudkleurige vlek met daarin een zwarte vlek. Bij mannetjes zijn de derde, vierde en vijfde vinstraal van de aarsvin langer en dikker dan bij vrouwtjes. Ze vormen een "gonopodium" waarmee ze vrouwtjes kunnen bevruchten. Het is een omnivoor die leeft van kleine ongewervelden, algen en plantaardig materiaal.
De vis is levendbarend. Het vrouwtje draagt de jongen tussen 21 en 28 dagen en heeft 2 tot 3 worpen per jaar. Elke worp telt tussen 50 en 100 jongen. Na 2 maanden zijn ze geslachtsrijp. Vrouwtjes leven zo'n 15 maanden. Ze zijn in staat om sperma op te slaan om die te gebruiken in een volgend broedseizoen.
De soort leeft in subtropisch water van 15 °C tot 35 °C.

## Invasieve uitheemse soort
Gambusia holbrooki werd in Australië ingevoerd om het muskietenpeil onder controle te houden. De soort is echter een bedreiging gaan vormen voor inheemse regenboogvissen en kikkers. Enkele populaties van regenboogvissen zijn waarschijnlijk al uitgestorven als gevolg van de invoering. Die invoering bleek later onnodig: inheemse soorten zouden net zo efficiënt zijn bij het inperken van de muskietenpopulatie.
De soort komt ook voor als exoot in de mediterrane rivieren van Spanje, Frankrijk en Slovenië. Sinds de invoering in Spanje in 1921, eveneens ter bestrijding van muggen, is ook daar de populatie van enkele inheemse soorten geslonken tot een kritiek peil. Volgens wetenschappers van de Universiteit van Girona bestaat de kans dat de soort door opwarming van de Aarde verder noordwaarts in Europa zal trekken.
Behalve op Antarctica komt de soort op alle continenten voor. Ze wordt tegenwoordig niet langer gebruikt voor het inperken van muggenpopulaties, maar wordt wel nog gehouden in aquaria.
Sinds augustus 2022 staat deze soort op de lijst van invasieve exoten die zorgwekkend zijn voor de Europese Unie. Dit betekent dat de soort niet langer in de Europese Unie mag worden ingevoerd, vervoerd, gecommercialiseerd, gekweekt, gebruikt, uitgewisseld of vrijgelaten in de natuur. Bovendien mogen deze soorten niet langer worden gehouden, uitgezonderd in het geval van gezelschapsdieren die werden verworven tot 1 jaar na de opname van de soort op de Unielijst. De soort is momenteel nog afwezig in België en Nederland. Indien ze waargenomen wordt moet men ze zo snel mogelijk uit de natuur proberen verwijderen.